# Bactrocera amplexiseta
Bactrocera amplexiseta
 es una especie de díptero que May describió por primera vez en 1962. Bactrocera amplexiseta pertenece al género Bactrocera de la familia Tephritidae.